# Хитчин (город)

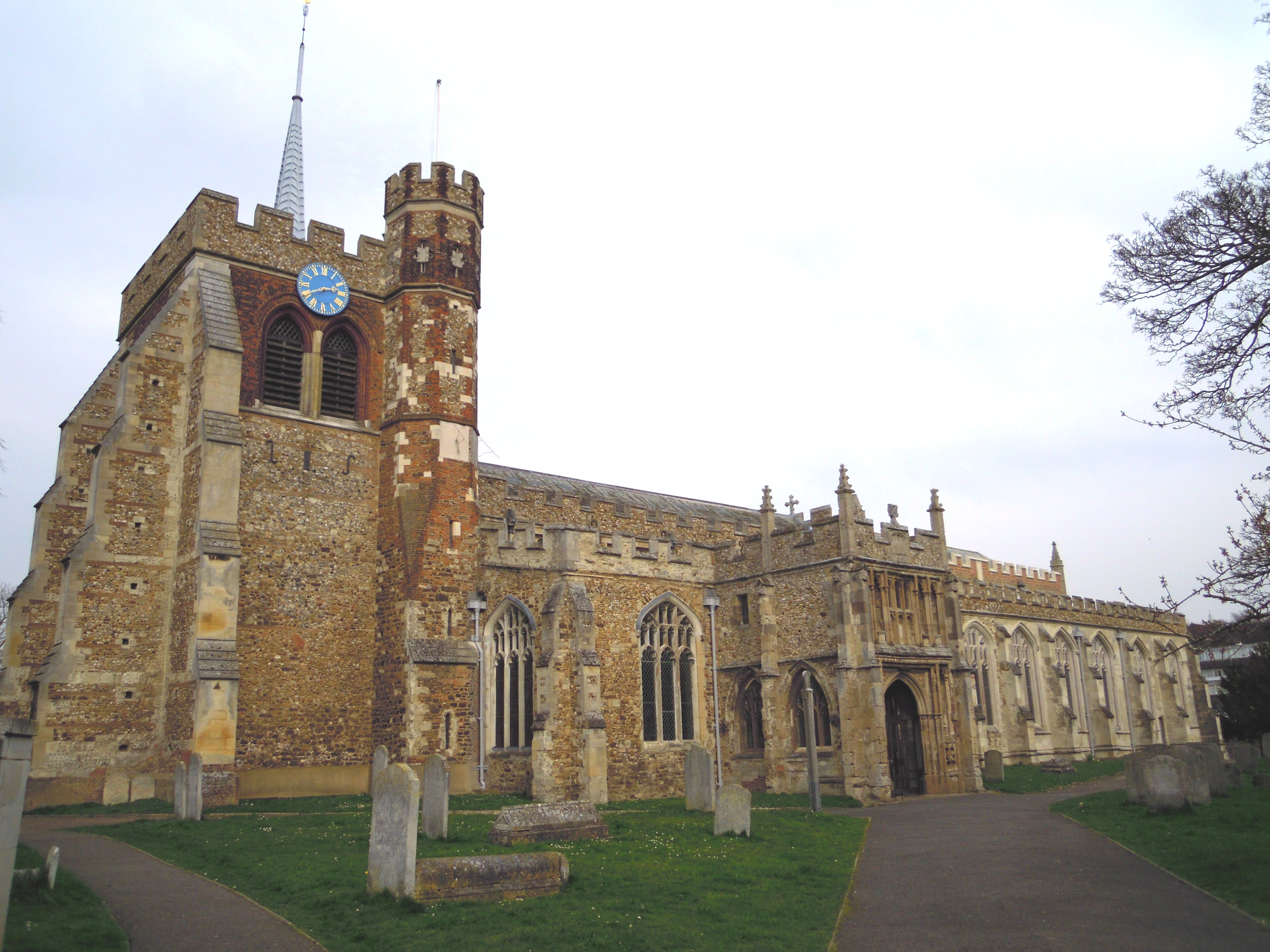
Церковь Святой Марии, приходская церковь Хитчина

Хитчин (англ. Hitchin) — город в районе Норт-Хартфордшир в графства Хартфордшир, Англия. Его население по результатам переписи 2011 года оценивалось в 33 350 человек

## История
Хитчин впервые упоминается в Tribal Hidage (VII век) как главное поселение племени хикке (англ. Hicce), владевшего 300 гайдами земли. Возможно, хикке или хикка переводится как люди лошади. Племенное название древнеанглийское и происходит из более раннего языка англов и, как считается, от него получил название город. По одному из предположений в Хитчине располагался Совет Кловешо, место для которого в 673 году выбрал Феодор, архиепископ Кентерберийский, во время Хертфордского синода, первой встречи представителей молодых христианских церквей англосаксонской Англии. Собрания совета должны были проводиться здесь ежегодно, поскольку Феодор пытался консолидировать и централизовать христианство в Англии.
В 1086 году в «Книге Страшного суда» Хитчин описывается как собственность Короны: феодальные повинности avera (обеспечение перевозок на лошадях) и inward (охрана короля во время визитов), обычно встречающиеся в восточных графствах, особенно в Кембриджшире и Хартфордшире, традиционно исполняли сокмены короля, при этом манор Хитчин был уникален тем, что имел только повинность inward. Были найдены доказательства, что когда-то город окружали земляной вал и ров, вероятно, недолгое время в начале X века. В «Книге Страшного суда» название города — «Hiz». Современное написание названия города впервые появляется в 1618 году в Hertfordshire Feet of Fines.

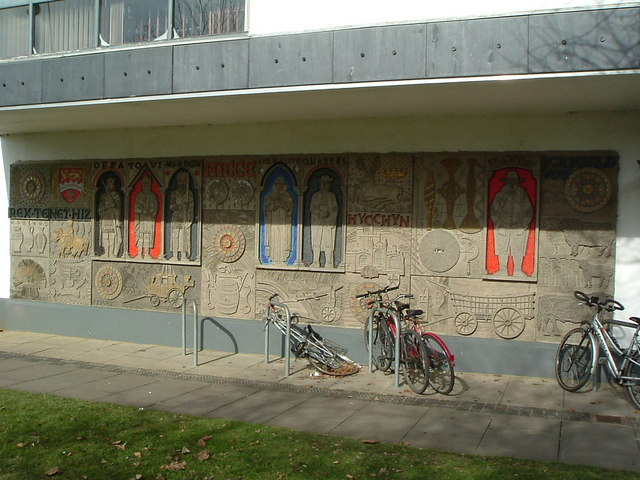
Панно на фасаде библиотеки Хитчина, излагающее историю города, с упоминанием короля Оффы, реки Хиз и племени хикке.

Название города также связывают с небольшой рекой, протекающей у восточной стены церкви Святой Марии. Река обозначена на картах как Хиз (англ. Hiz), аналогично названию города в «Книге Страшного суда», причём символ «z» в то время обозначал звук, соответствующий «tch» (как в современном названии города). В средние века название реки произносили как «Хитч». В долине реки в настоящее время проложен 13-километровый пешеходный маршрут «Путь хикка» (англ. The Hicca Way), который, как считается, в англосаксонскую эпоху использовался для торговли между датчанами и англичанами. Также вероятно, что парк Хитчвуд, который находится примерно в 10 км к югу от города, также получил свое название от племени хикке, давшего свое имя Хитчину.
Церковь Святой Марии необычно крупная для города такого размера и когда-то была собором (англ. Minster). Размер церкви свидетельствует о том, что Хитчин процветал. Это самая большая приходская церковь в Хартфордшире. Бо́льшая часть церкви датируется XV веком, а башня построена примерно в 1190-е годы. При ремонте пола в церкви в 1911 году был найден фундамент более древнего церковного здания. По форме он соответствовал базилике VII века с более поздним алтарём и трансептами, возможно, добавленными в X веке. Эти данные делают церковь старше, чем утверждают исторические источники (до XV века существовавшие только в устной форме) и согласно которым церковь была основана Оффой, королем Мерсии, в 757—796 годах.
В 1697 году Хитчин (и близлежащая деревня Оффли) подверглись, как считается, самому сильному граду, зарегистрированному в британской истории. Градины имели размер более 10 см в диаметре.
Город процветал благодаря торговле шерстью и расположению недалеко от Икнилдского пути, одного из крупнейших торговых маршрутов средних веков. В XVII веке Хитчин превратился в перевалочный пункт для повозок из Лондона. К середине XIX века появилась железная дорога, а вместе с ней изменился образ жизни Хитчина. На площади был открыт зерновой рынок, и за короткое время Хитчин зарекомендовал себя как крупный центр торговли зерном.
Вторая половина XX века также принесла Хитчину большие перемены в транспортном сообщении. Автомагистрали сократили время пути до Лутона, расположенного в нескольких километрах от трассы M1, и до автодороги A1. К концу XX века жители Хитчина активно пользовались пригородным сообщением, поскольку город находится на полпути между Лондоном и Кембриджем. В Хитчине также появилась довольно сильная община сикхов, в основном проживающих в районе Уолсворт.
В средневековый период были созданы гилбертинский монастырь Ньюбиггинг (в настоящее время — Биггин) и кармелитский монастырь (в настоящее время — Хитчин). Оба были закрыты Генрихом VIII во время тюдоровской секуляризации. После закрытия не восстанавливались, хотя Биггин много лет использовался как богадельня.
В Музее британских школ в Хитчине находится единственная в мире полностью укомплектованная комната ланкастерской школы, построенная в 1837 году для обучения мальчиков по системе Белла-Ланкастера. Этот уникальный проект демонстрирует основу образования для всех.
Гертон-колледж — пионер в области женского образования — основан 16 октября 1869 года как женский колледж в Бенслоу-Хаус в Хитчине. Он, по мнению современников, удобно располагался на удалении от Кембриджа и Лондона, так как поначалу считалось менее «рискованным» и противоречивым расположить женский колледж подальше от Кембриджа. Несколько лет спустя колледж переместился в Кембридж, где и получил своё нынешнее название.

## Местное самоуправление
Хитчин находится в муниципальном районе Норт-Хартфордшир, который был образован в 1974 году в результате слияния сельских и городских советов. В Хитчине сейчас нет городского совета. Жители избирают 13 членов в районный совет Норт-Хартфордшира. В городе пять избирательных участков: Биртон, Хайбери, Аутон, Праори и Уолсворт.
Город представлен в парламенте депутатом от избирательного округа Хитчин и Харпенден. В 2017 году мандат получил кандидат от Консервативной партии Бим Афолами. С 1983 до 1997 года Хитчин входил в избирательный округ Норт-Хартфордшир, а до этого — в избирательный округе Хитчин.
В Европейском парламенте Хитчин был представлен депутатом Восточной Англии. До 1999 года, когда было принято пропорциональное представительство он относился к европейскому избирательному округу Хартфордшир.

## Транспорт

### Железная дорога
В городе расположена железнодорожная станция Хитчин линии Great Northern Line. В 1,42 км от станции находится развилка Кембриджской линии. Пассажиров обслуживает Govia Thameslink Railway под брендами Great Northern и Thameslink. От станции можно без пересадок добраться до Кембриджа, Летчворт-Гарден-Сити, лондонских вокзалов Кингс-Кросс и Сент-Панкрас, Питерборо, аэропорта Гатвик, Три-Бриджес и Брайтона. Поездка в Лондон или Кембридж обычно занимает 33 минуты. Поездка до Стивениджа занимает 5 минут, Питерборо — 45 минут, аэропорта Гатвик — 78 минут.
Интересы местных жителей в переговорах к железнодорожной администрацией представляет волонтёрская группа Hitchin Rail Users Group.

### Автомобильный транспорт
В Хитчине пересекаются дороги A505, A600 и A602. Примерно в 5 км к востоку проходит автодорога A1, примерно в 16 км к юго-западу — автодорога.

### Авиатранспорт
Хитчин находится примерно в 15 км от аэропорта Лутон, с которым имеет прямое автобусное сообщение.

## Образование
В Хитчине есть несколько начальных школ. Среднее образование предоставляется в Хитчинской школе для девочек, Хитчинской школе для мальчиков и школе монастыря. В городе расположен кампус колледжа Норт-Хартфордшира. Здесь также находятся фонд Benslow Music Trust, который предоставляет музыкальное образование для взрослых, и музыкальная школа North Herts, примыкающая к средней школе для девочек и предоставляющая уроки музыки для детей и подростков.
Академия Эмиля Дейла расположена в Хитчине на Уилбери-Уэй. Это театральная школа, готовящая бакалавров в области музыкального театра в партнерстве с Бедфордширским университетом. Академия также предоставляет двухгодичный предуниверситетский курс и обучает по программе школы выходного дня.
Музей Норт-Хартфордшира имеет обширную коллекцию, рассказывающую об истории города и его окрестностей с доисторических времен. В оригинальных школьных зданиях в эдвардианском и викторианском стиле расположился Музей британских школ.

## Культура и общество

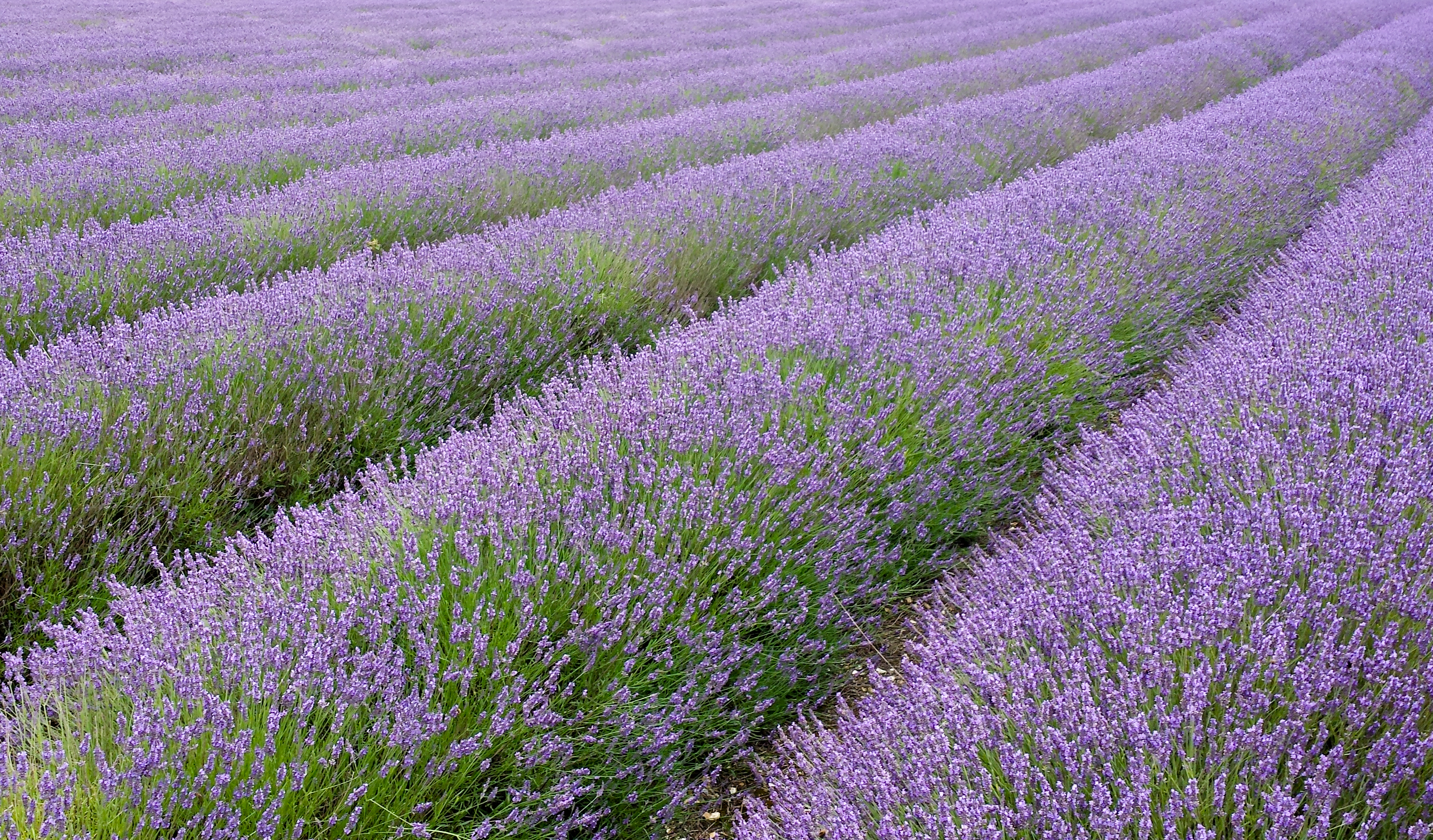
Лавандовые поля возле Хитчина

В марте 2013 года по результатам опроса, проведенного газетой The Times, Хитчин занял 9-е место в рейтинге лучших городов Великобритании.
Хитчин ежегодно организует фестиваль искусств и музыки, в течение которого проводится более 100 мероприятий. Фестиваль Хитчина включает в себя пикники, концерты, театральные постановки, прогулки с привидениями, художественные выставки, комедийный клуб, беседы, летние праздники и фейерверки. С 2014 года в Хитчине проходит фестиваль пряжи, организованный членами группы Hitchin Stitchin. 
Музыка звучит в городе круглый год. На многочисленных площадках регулярно проходят концерты. Во воскресным вечерам в отеле «Сан» собирается Hitchin Folk Club — один из старейших и уважаемых клубов страны. С концертами выступают Hitchin Light Orchestra, Hitchin Symphony Orchestra и Hitchin Chamber Orchestra, часто в церкви Святой Марии. Духовой оркестр Hitchin Band участвует в музыкальных конкурсах по всей стране.
Club 85 предлагает «эклектичный микс современных групп и диджеев».
В городе три театра. Factory Playhouse расположен на Уилбери-Уэй и принадлежит Академии Эмиля Дейла. Каждый год здесь ставится несколько полномасштабных мюзиклов с участием профессиональных продюсеров, режиссёров, хореографов и музыкантов Вест-Энда. The Market Theatre, Hitchin — профессиональный театр, в котором круглый год играются комедийные спектакли, триллеры, исторические шоу, проводятся вечера джаза и коктейльные вечера. Театр известен своим ежегодным шоу для взрослых Panto (проводится с декабря по май), которое также гастролирует по всей стране. Кроме того, в Театре Королевы-матери работают городские труппы Bancroft Players, Big Spirit Youth Theatre и время от времени приезжие труппы, а также группа Hitchin Films, расположившаяся в студии Ричарда Уитмора.
Рынок Хитчина остается одним из крупнейших на этой территории: по вторникам и субботам проходят общие ярмарки, по пятницам — ярмарка безделушек и коллекционных предметов, по воскресеньям — распродажа ненужных вещей. В последнюю субботу каждого месяца также проводятся специализированная ярмарка местных продуктов. Каждую вторую субботу месяца проводится модная ярмарка, а иногда и ярмарки произведений искусства. Рынок Хитчина также является местом проведения ежегодной гонки резиновых уточек во время Хитчинского фестиваля.
В центре города работает множество независимых розничных торговцев едой, напитками и модными товарами, в историческом центре расположены бутики. В 2009 году основал один из первых районов Хартфордшира по развитию бизнеса.
В 2019 году центр города стал финалистом конкурса Visa / UK Government Great British High Street Awards.
Молодёжные организации города включают 1066 Hitchin Squadron ATC, Hitchin Army Cadets, Sea Cadets Letchworth and Hitchin, а также различные скаутские группы.
Главное кладбище города — Хитчинское кладбище на Сент-Джонс-роуд.
Хитчин является побратимом городов
- Нюи-Сен-Жорж, Франция
- Бинген-на-Рейне, Германия

## Спорт

### Регби
Клуб регби Хитчина основан в 1954 году и участвует в соревнованиях по регби в окрестностях Хитчина на всех возрастных уровнях: от 7 до 12, от 13 до 17, до 19 лет, взрослые, старше 35 лет и женские соревнования.
Среди основных достижений клуба — игра в финале юношеского кубка Регбийного союза в 1993 году и создание первой в стране академии. В настоящее время количество участников клуба превышает 500 человек. Клуб также действует как волонтёрское объединение со своей программой развития города.

### Футбол
Футбольный клуб «Хитчин Таун» основан в 1865 году, реформирован в 1928 году. Это один из трёх клубов, которые игравших в первом Кубке Англии и продолжающих выступление до сегодняшнего дня. По утверждению самого клуба, он является вторым старейшим в английском футболе, однако этот статус оспаривается из-за его реформирования в 1920-х годах.
По состоянию на 2021 год команда играет в Центральном высшем дивизионе Южной лиги, седьмом уровне английского футбола. Домашний стадион — «Топ-Филд» вместимостью 4554 человека, расположенный на севере города. В конце 2010-х кодов клуб был близок к выходу в следующий дивизион, но впоследствии переживал сложный период существования.
Их основных достижений — победы в Кубке Англии над более опытными командами «Херефорд Юнайтед» в 1994 году и «Бристоль Роверс» в 1995 году, что обеспечило клубу репутацию «убийцы гигантов».
Болельщиком клуба считается профессиональный футболист Джек Уилшир, проживающий в городе. Уилшир учился в монастырской школе Хитчина и теперь руководит молодёжной программой под названием «Футбольная школа Джека Уилшира».
Канал Sky Sports посвятил клубу передачу в рамках «Дня вне лиги» 2019 года (проводится 12 октября каждого года), в течение которой телеведущая освещала один из матчей клуба.

### Другие виды спорта
Хоккейный клуб «Блюхартс» основан в 1946 года. В него входят 7 мужских и 6 женских команд, а также молодежная секция, в которой занимается 250 детей.
Крикетный клуб Хитчина существует с 1866 года. Помимо него действует клуб водных видов спорта, участники которого выступают на местном, районном и региональном уровне.
Велосипедный клуб Hitchin Nomads, развивающий многие соревновательные и несоревновательные велосипедные дисциплины, основан в 1931 году. Он входит в British Cycling, Cyclists' Touring Club и другие велоассоциации. Среди известных участников клуба — выдающийся писатель-путешественник Гарольд Бриклифф, а также Макс Пендлтон, отец олимпийской чемпионки и чемпионки мира по велоспорту Виктории Пендлтон.
В 2003 году в Хитчине был основан триатлонный клуб, команда которого выступала под названием FVS TRI до ноября 2009 года, а затем сменила название на Team Trisports. Клуб также входит England Athletics и British Cycling.
Клуб любителей бега Hitchin Running Club основан в 2008 году и является одним из самых популярных клубов города. У него много болельщиков, и многие местные жители всех уровней принимают участие в общественных мероприятиях. Клуб базируется в регбийном клубе и является некоммерческой организацией.

## Районы Хитчина
- Биртон
- Бенслоу
- Поитс-Эстейт
- Первелл
- Саннисайд
- Уолсворт
- Уэст-Хитчин
- Уэстмилл

## Ближайшие населенные пункты
Иклфорд — деревня, расположенная у северной окраины Хитчина. Населённые пункты к югу — Сент-Ипполитс, Чарльтон и Госмор. Ближайшие города — Летчуэрт, Болдок, Стивенидж и Лутон.

## Фильмография
Действие фильма Майка Ли 1982 года «Дом, милый дом» для BBC Television происходило в Хитчине.

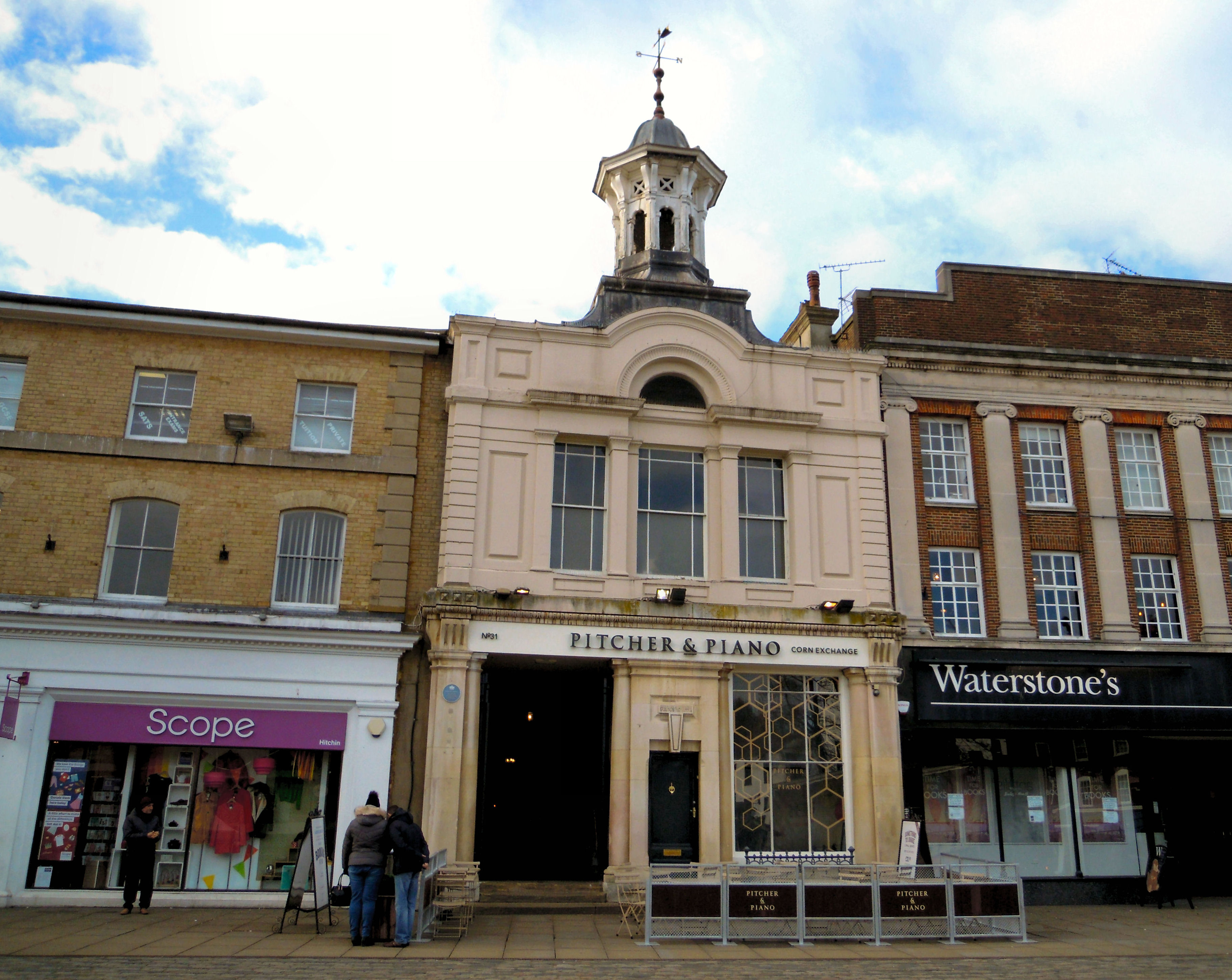
Различные сцены сериала «Доктор Фостер» были сняты на рыночной площади в Хитчине

Часть телесериала BBC 2010 года «Просто Уильям» снималась в Музее британских школ.
В Хитчине снимались сцены из драматического сериала BBC «Доктор Фостер» и сериала Channel 4 «Люди». 

## Разное
В 1900 году в Хитчине родилась будущая королева-консорт Елизавета. Город находится в нескольких километрах от загородного дома её родителей — Сент-Пол- Уолден-Бери, где она провела большую часть своего детства.